# Саломея Великопольская
Саломея Великопольская (пол. Salomea Wielkopolska, Salomea Odonicówna; ок. 1225 — ок. 1267) — польская принцесса из великопольской ветви рода Пястов, жена князя Конрада I Глоговского (1228/1231 — 6 августа 1273 или 1274).

## Биография
Саломея была третьим ребенком и старшей дочерью Великопольского князя Владислава Одонича и его жены Ядвиги, предположительно дочери померанского князя Мстивоя I.
В июне 1249 года силезский князь Конрад, безуспешно пытавшийся добиться выделения самостоятельного удела от своего старшего брата, Легницкого князя Болеслава II Рогатки, прибыл в Великую Польшу и заключил соглашение с князем Пшемыслом I, который обещал Конраду поддержать его в борьбе с Болеславом II. Чтобы укрепить связи с новым союзником, Конрад женился на его сестре Саломее. Венчание состоялось в Познани и было благословлено Пелкой, архиепископом Гнезненским, и Богухвалом II, епископом Познанским. Через два года после этого усилия Конрада увенчались успехом, и он стал князем Глогувским.
Мало что известно о жизни Саломеи как княгини Глогува. Принято считать, что она поддерживала близкие отношения со своими братьями в Великой Польше. Она также была щедрым донором монастыря Святой Марии Магдалины в Новогродзеце и доминиканского монастыря в Глогуве.
Точная дата смерти Саломеи неизвестна, датируется около 1267 года; известно точно, что она умерла раньше своего мужа. Согласно польской хронике Петра Бычинского, Саломея умерла, окруженная ореолом святости, однако никаких следов процесса беатификации обнаружено не было. Похоронена Саломея в доминиканском монастыре Глогува. 
В коллегиальной церкви Богоматери в Глогуве была сделана готическая скульптура, изображавшая Саломею. Сегодня эта скульптура хранится в Национальном музее Познани.

## Семья и дети
От брака с Глогувским князем Конрадом (1228/1231 — 6 августа 1273 или 1274) у Саломеи было шестеро детей:
- Анна (1250/1252 — 25 июня 1271), жена Людвига II Строгого, герцога Баварского
- Генрих (1251/1260 — 9 декабря 1309), князь Глогувский (1273/1274-1309) и Великопольский (1305-1309)
- Конрад (1252/1265 — 11 октября 1304), князь Сцинавский (1278-1284) и Жаганьский (1284-1304)
- Евфимия (12 января 1254 — до 1275), жена Альбрехта I, графа Горицкого и Тирольского
- Пшемысл (1255/1265 — 26 февраля 1289), князь Жаганьский (1278-1284) и Сцинавский (1284-1289)
- Хедвига (1265? — 9 июня 1318), аббатиса монастыря Святой Клары во Вроцлаве